# Karen Cellini
Karen Cellini (* 13. Mai 1958 in Philadelphia, Pennsylvania) ist eine US-amerikanische Schauspielerin.
Sie übernahm 1986 in der US-Fernsehserie Der Denver-Clan die Rolle der Amanda Carrington, die zuvor von Catherine Oxenberg dargestellt wurde. Doch das Publikum akzeptierte die Schauspielerin nicht, und so musste Karen Cellini bereits ein Jahr später die Serie wieder verlassen.